# I'll Be Gone
„I'll Be Gone“ je píseň americké rockové skupiny Linkin Park z jejich pátého studiového alba Living Things. Produkovali ji zpěvák Mike Shinoda a producent Rick Rubin. V písni jsou použity smyčce, které aranžoval Owen Pallett ze skupiny Arcade Fire. V britské hitparádě rockových singlů se umístila na 26. místě.

## Styl písně
Kritikům se na písni líbil její heavymetalové kytary a hrubé bubnování. Skladba se přirovnává ke stylu skupin Alice In Chains a Stone Temple Pilots.

## Remixy
Písen se dočkala dvou remixů. Na obou pracovali převážně Mike Shinoda a rapper Pusha T. Pojmenovány byly Vice Remix a Schoolboy remix.

## Obsazení

### Linkin Park
- Chester Bennington – zpěv
- Mike Shinoda – klávesy, doprovodné vokály, rytmická kytara, klavír
- Brad Delson – sólová kytara
- Dave Farrell – basová kytara
- Joe Hahn – gramofony, samplery
- Rob Bourdon – bicí, perkuse

### Ostatní hudebníci
- Owen Pallett – smyčce